# Апостол (книга)

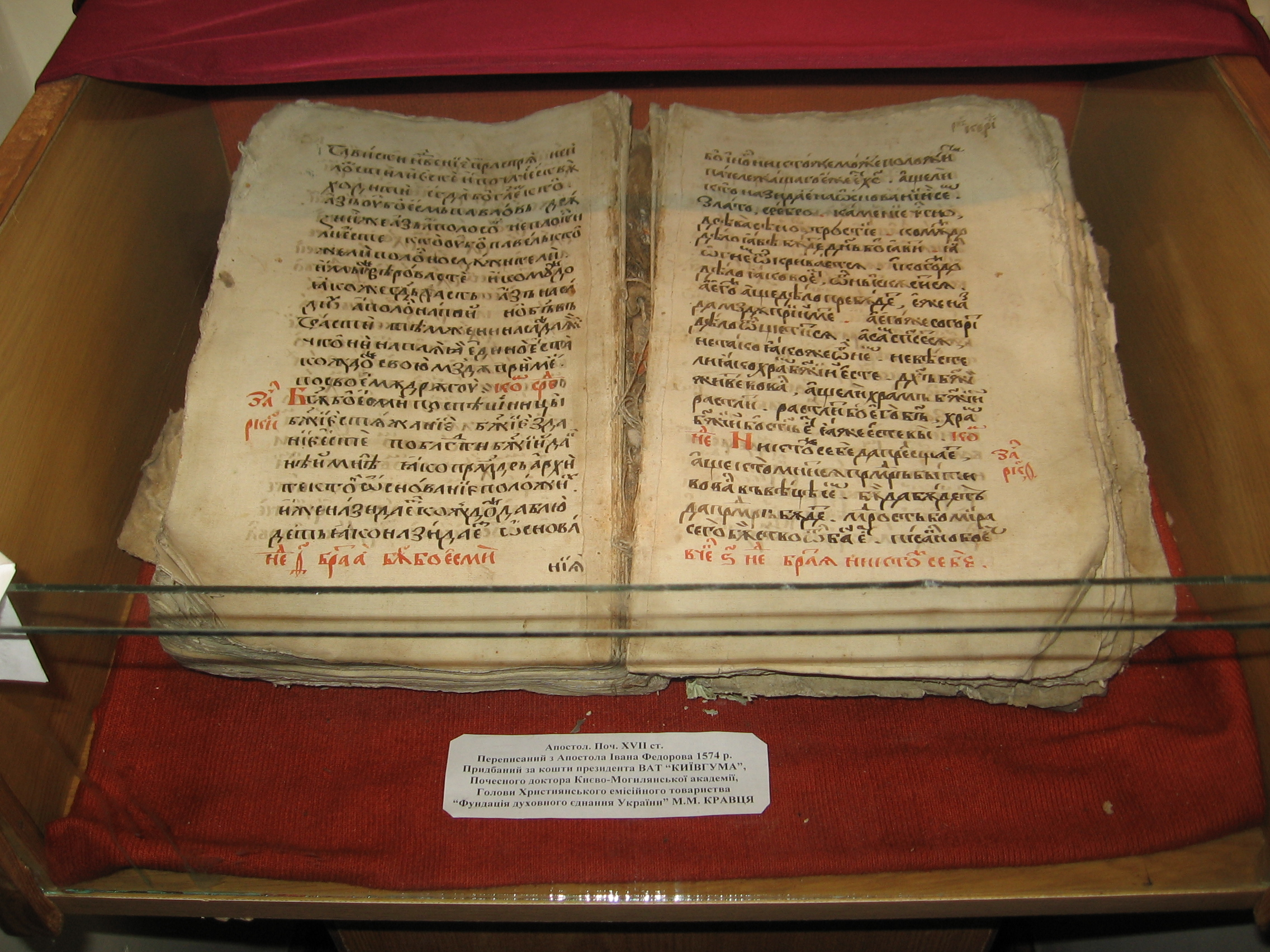
«Апостол» поч. 17 ст. переписаний з львівського «Апостола» Івана Федорова (1574). Музей Острозької академії, 2007

«Апо́стол» — богослужбова книга, що містить частини книг Старого й Нового Заповіту. З Нового Заповіту в ній містяться Діяння апостолів, Соборні послання та Послання апостола Павла, зі Старого — окремі стихи (алилуарії) з Псалтирі. Окрім того, в ньому поміщені загальні і недільні прокимни, і прокимни для особливих служб.

## Історія книги
Апостол — одна з найстародавніших богослужбових книг, що вміщує в собі Діяння святих апостолів, сім Соборних Послань та чотирнадцять Послань апостола Павла. Як і Богослужбове Євангеліє, текст Апостола розділений на зачала (розділення глав за смислом), але рахунок зачал ведеться для всіх частин книги. Як і в Євангелії, в Апостолі при кожному зачалі стоять зірочки, а під рискою вказуються дні та свята, коли вони мають читатися.

### Зміст апостола[джерело?]
1. Діяння святих апостолів;
2. Соборне Послання святого апостола Якова;
3. Соборне Послання Перше святого апостола Петра;
4. Соборне Послання Друге святого апостола Петра;
5. Соборне Послання Перше святого апостола Іоана Богослова;
6. Соборне Послання Друге святого апостола Іоана Богослова;
7. Соборне Послання Третє святого апостола Іоана Богослова;
8. Соборне Послання святого апостола Юди;
9. До Римлян Послання святого апостола Павла;
10. До Коринфян Перше Послання святого апостола Павла;
11. До Коринфян Друге Послання святого апостола Павла;
12. До Галатів Послання святого апостола Павла;
13. До Ефесян Послання святого апостола Павла;
14. До Филипян Послання святого апостола Павла;
15. До Колосян Послання святого апостола Павла;
16. До Солунян Перше Послання святого апостола Павла;
17. До Солунян Друге Послання святого апостола Павла;
18. До Тимофія Перше Послання святого апостола Павла;
19. До Тимофія Друге Послання святого апостола Павла;
20. До Тита Послання святого апостола Павла;
21. До Филимона Послання святого апостола Павла;
22. До Євреїв Послання святого апостола Павла.

Богослужбовий Апостол, окрім вказаних книг, також включає прокимни та алилуарії служб Чотиридесятниці; збірник дванадцяти місяців; прокимени і аллилуарії недільні, літургійні восьми гласів; прокимени, аллилуарії і причасні денні; прокимени, аллилуарії і причасні загальні; прокимени, апостоли і аллилуарії на всяку потребу; антифони в усі дні.
І Євангеліє, і Апостол є канонічними богослужбовими книгами.

## Львівський Апостол Івана Федоровича
Львівський «Апостол» або «Діяння та послання апостольські» — перша друкована книга в Україні, видана у лютому 1574 Іваном Федоровим у Львові.

### Опис
Іван Федоров працював над «Апостолом» у своїй львівській друкарні від 25 лютого 1573 до 15 лютого 1574. Містить традиційний церковнослов'янський переклад «Діянь і послань апостольських» і повторює московське видання цієї ж книжки 1564 року шрифтом, композицією набору і оформленням (прикраси, ініціали, заставки тощо). Однак в українському першодруку є ряд відмінностей та нововведень:
- деякі додаткові гравюри, зокрема друкарська марка Івана Федорова, що складається з двох частин: ліворуч — герб міста Львова, праворуч — знак самого першодрукаря та герб Григорія Ходкевича;
- зміни в гравюрному зображенні апостола Луки (автор можливо Лаврентій Филипович-Пухальський);
- наприкінці замість офіційної післямови вміщено написану Федоровим «Повість откуду начася и како совершися друкарня сія». Автобіографічні матеріали тут підпорядковані публіцистичній меті: підняти соціальний престиж друкарства, розкрити його значення для суспільства і тим самим створити сприятливий клімат для видавничої діяльності. Пишучи, що в Москві йому і Петру Мстиславцю «от многих началник і священоначалник» довелося зазнати переслідувань, Федорович підкреслює, що допомогу у Львові йому надали «мали ніциї в ієрейском чину, інії ж неславнії в мирі». Відкинувши гонитву за багатством, першодрукар свідомо обрав інший шлях — терпіти злигодні та нестатки, аби тільки мати змогу сіяти «духовні зерна». Він виправив деякі помилки попереднього видання, вніс редакційні зміни, наблизив текст до того правописного варіанта, який був загальноприйнятим в Україні.

Львівський «Апостол» являє собою велику наукову й історичну цінність як первенець книгодрукування в Україні. Відомо понад 90 примірників цього видання.